# Draft juniorů KHL 2009
Draft juniorů KHL 2009 byl první ročník draftu východoevropské ligy KHL, který se konal 1. června 2009. Draftu se mohli zúčastni hokejisté ve věku od 17 do 20 let. Jedničkou draftu se stal Michail Pašnin, kterého si vybral tým HC CSKA Moskva.

## Výběry v draftu 2009

### 1. kolo
| #  | Hráč               | Národnost | Pozice | Tým KChL                          | Původní tým           | Původní liga |
| -- | ------------------ | --------- | ------ | --------------------------------- | --------------------- | ------------ |
| 1  | Michail Pašnin     | Rusko     | O      | CSKA Moskva (z Dinamo Minsk)      | HC Mechel             | RUS-2        |
| 2  | Michail Stefanovič | Bělorusko | PK     | Dynamo Minsk (z Metallurg Nk.)    | Quebec Remparts       | QMJHL        |
| 3  | Dmitrij Šikin      | Rusko     | B      | Amur                              | Kristall Elektrostal  |              |
| 4  | Nikita Zajcev      | Rusko     | O      | Sibir                             | RHC Krylja Sovětov    | RUS 3        |
| 5  | Zrušen             |           |        | HC MVD                            |                       |              |
| 6  | Dmitrij Gromov     | Rusko     | O      | Severstal Čerepovec               | RHC Krylja Sovětov    | RUS 3        |
| 7  | Zrušen             |           |        | Avangard Omsk                     |                       |              |
| 8  | Harri Sateri       | Finsko    | B      | SKA Petrohrad                     | Tappara               | SM-liiga     |
| 9  | Vadim Jasčuk       | Rusko     | Ú      | Neftěchimik                       | HC Bělgorod           | RUS 3        |
| 10 | Ignat Zemčenko     | Ukrajina  | Ú      | Severstal Čerepovec (z Lada)      | RHC Krylja Sovětov    | RUS 3        |
| 11 | Jevgenij Molotilov | Rusko     | O      | Atlant Mytišči (z Traktor)        | Guelph Storm          | OHL          |
| 12 | Ramis Sadikov      | Rusko     | B      | SKA Petrohrad (z Torpedo)         | HC Rus'               | SDUShOR      |
| 13 | Roberts Bukarts    | Lotyšsko  | Ú      | Dinamo Riga                       | RHC Krylja Sovětov    | RUS-2        |
| 14 | Vladimír Růžička   | Česko     | Ú      | SKA Petrohrad (ze Spartaku)       | Slavia, Česko         |              |
| 15 | Tomáš Tatar        | Slovensko | Ú      | SKA Petrohrad                     | Zvolen, Slovensko     |              |
| 16 | Andrey Bykov       | Švýcarsko | Ú      | Dynamo Moskva                     | Fribourg, Švýcarsko   |              |
| 17 | Alexandr Savoskin  | Rusko     | O      | Metallurg Magnitogorsk            | RHC Krylja Sovětov    | RUS-2        |
| 18 | Kirill Gotovec     | Bělorusko | O      | Dynamo Minsk (z CSKA)             | Shattuck-Saint Mary's | USHS         |
| 19 | Magnus Pääjärvi    | Švédsko   | PK     | Lokomotiv Jaroslavl               | Timrå IK              | SEL          |
| 20 | Stefan Stěpanov    | Rusko     | O      | Atlant Mytišči                    | RHC Krylja Sovětov    | RUS-2        |
| 21 | Alexandr Ševčenko  | Rusko     | Ú      | Atlant Mytišči (z Ak Bars)        | HC Bělgorod           | RUS 3        |
| 22 | Jevgenij Rybnickij | Rusko     | O      | Lada Togliatti (z Salavat Yulaev) | HC Izhstal            | RUS-2        |
| 23 | Ondřej Roman       | Česko     | LK     | Avtomobilist Jekatěrinburg        | Vítkovice, Česko      |              |

### 2. kolo
| #  | Hráč               | Národnost | Pozice | Tým KChL                                                 | Původní tým                      | Původní liga |
| -- | ------------------ | --------- | ------ | -------------------------------------------------------- | -------------------------------- | ------------ |
| 24 | Teemu Pulkkinen    | Finsko    | Ú      | Dynamo Minsk                                             | Jokerit                          | SM-liiga     |
| 25 | Andrej Leonov      | Rusko     | Ú      | SKA Petrohrad (z Metallurg Novokuznetsk)                 | Kristall Elektrostal             |              |
| 26 | Artěm Tomilin      | Rusko     | Ú      | Amur                                                     | RHC Krylja Sovětov               |              |
| 27 | Michal Řepík       | Česko     | PK     | Sibir                                                    | Rochester Americans              | AHL          |
| 28 | Alexandr Gogolev   | Rusko     | Ú      | Spartak Moskva (z HC MVD)                                | RHC Krylja Sovětov               |              |
| 29 | Vitalij Popov      | Rusko     | Ú      | Severstal Čerepovec                                      | RHC Krylja Sovětov               |              |
| 30 | Roman Rukovišnikov | Rusko     | O      | Atlant Mytišči (z Avangard)                              | HC Rus'                          | SDUShOR      |
| 31 | Alexandr Atajev    | Rusko     | O      | Dynamo Moskva (z Barys)                                  | RHC Krylja Sovětov               |              |
| 32 | Erik Karlsson      | Švédsko   | O      | Lokomotiv Jaroslavl (z Neftěchimik)                      | Frölunda HC                      | SEL          |
| 33 | Jurij Šeremetěv    | Rusko     | SÚ     | SKA Petrohrad (z Lady přes Barys)                        | Halifax Mooseheads               | QMJHL        |
| 34 | Antonín Melka      | Česko     | Ú      | SKA Petrohrad (z Traktor)                                | Kladno, Česko                    |              |
| 35 | Kaspars Daugaviņš  | Lotyšsko  | Ú      | Torpedo Nižnij Novgorod                                  | Mississauga St. Michael's Majors | OHL          |
| 36 | Roberts Jekimovs   | Lotyšsko  | Ú      | Dinamo Riga                                              | Brynäs IF                        | Sweden-Jr    |
| 37 | Artěm Voronin      | Rusko     | Ú      | Spartak Moskva                                           | RHC Krylja Sovětov               |              |
| 38 | Zrušen             |           |        | Metallurg Novokuznetsk (z SKA)                           |                                  |              |
| 39 | Jyri Niemi         | Finsko    | O      | SKA Petrohrad (z Dynama Moskva přes Traktor)             | Saskatoon Blades                 | WHL          |
| 40 | Mattias Tedenby    | Švédsko   | Ú      | Atlant Mytišči (z Metallurgu Magnitogorsk přes Avangard) | HV 71                            | SEL          |
| 41 | Mikael Granlund    | Finsko    | Ú      | Dynamo Minsk (z CSKA)                                    | Kärpät                           | SM-liiga     |
| 42 | Jaroslav Janus     | Slovensko | B      | Lokomotiv Jaroslavl                                      | Erie Otters                      | OHL          |
| 43 | Jiří Tlustý        | Česko     | LK     | Atlant Mytišči                                           | Toronto Maple Leafs              | NHL          |
| 44 | Zrušen             |           |        | Ak Bars Kazaň                                            |                                  |              |
| 45 | Michail Grigorjev  | Rusko     | O      | Salavat Julajev Ufa                                      | Yuzhny Ural                      |              |
| 46 | Alexej Filippov    | Rusko     | Ú      | Avtomobilist Jekatěrinburg                               | RHC Krylja Sovětov               |              |

### 3. kolo
| #  | Hráč              | Národnost | Pozice | Tým KChL                                                     | Původní tým                  | Původní liga             |
| -- | ----------------- | --------- | ------ | ------------------------------------------------------------ | ---------------------------- | ------------------------ |
| 47 | Petr Jeremin      | Rusko     | B      | Atlant Mytišči                                               | Kristall Elektrostal         |                          |
| 48 | Artěm Děmkov      | Bělorusko | SÚ     | Dynamo Minsk                                                 | Cape Breton Screaming Eagles | QMJHL                    |
| 49 | Georgij Dulněv    | Rusko     | O      | Metallurg Novokuznetsk                                       | Kristall Elektrostal         |                          |
| 50 | Sergej Čisťakov   | Rusko     | Ú      | HC Spartak Moskva (z Amur Chabarovsk)                        | Kristall Elektrostal         |                          |
| 51 | Simon Hjalmarsson | Švédsko   | Ú      | Sibir                                                        | Boras HC                     | HockeyAllsvenskan        |
| 52 | Zrušen            |           |        | HC MVD                                                       |                              |                          |
| 53 | Kirill Svjazajov  | Rusko     | O      | Severstal Čerepovec                                          | RHC Krylja Sovětov           | RUS 3                    |
| 54 | Artem Venskel     | Rusko     | O      | Atlant Mytišči (z Avangard Omsk)                             | Viťjaz Čechov                |                          |
| 55 | Boris Novikov     | Rusko     | O      | Neftěchimik                                                  | RHC Krylja Sovětov           | RUS 3                    |
| 56 | Zach Kassian      | Kanada    | PK     | Dynamo Moskva (z CHK Neftěchimik Nižněkamsk)                 | Peterborough Petes           | OHL                      |
| 57 | Jegor Antropov    | Rusko     | O      | Atlant Mytišči (z Traktor)                                   | Belye Medvedi                |                          |
| 58 | David Květoň      | Česko     | Ú      | Atlant Mytišči (z Torpedo Nižnij Novgorod via Avangard Omsk) | HC Ocelari Trinec            | Extraliga ledního hokeje |
| 59 | Ainars Podzins    | Lotyšsko  | Ú      | Dinamo Riga                                                  | RHC Krylja Sovětov           | RUS-2                    |
| 60 | Juraj Mikúš       | Slovensko | Ú      | HC Spartak Moskva                                            | HK 36 Skalica                | Slovenská Extraliga      |
| 61 | Jacob Josefson    | Švédsko   | Ú      | SKA Petrohrad                                                | Djurgårdens IF               | Elitserien               |
| 62 | Erik Gudbranson   | Kanada    | O      | Dynamo Moskva                                                | Kingston Frontenacs          | OHL                      |
| 63 | Marat Zaripov     | Rusko     | Ú      | Metallurg Magnitogorsk                                       | HC Mechel                    | RUS-2                    |
| 64 | Jurij Lavreckij   | Rusko     | B      | HC Dynamo Minsk (z CSKA)                                     | Kapitan Stupino              | RUS-2                    |
| 65 | Nikolaj Suslo     | Bělorusko | Ú      | Lokomotiv Jaroslavl                                          | HK Gomel                     | Ekstraliga               |
| 66 | Jhonas Enroth     | Švédsko   | B      | Atlant Mytišči                                               | Portland Pirates             | AHL                      |
| 67 | Oleg Lij          | Rusko     | Ú      | Atlant Mytišči (z Ak Bars)                                   | Quebec Remparts              | QMJHL                    |
| 68 | Ilja Ivanovskij   | Rusko     | Ú      | Salavat Julajev Ufa                                          | Viťjaz Čechov                |                          |
| 69 | Richard Pánik     | Slovensko | PK     | Avtomobilist Jekatěrinburg                                   | HC Ocelari Trinec            | Extraliga ledního hokeje |

### 4. kolo
| #  | Hráč                 | Národnost | Pozice | Tým KChL                                     | Původní tým            | Původní liga      |
| -- | -------------------- | --------- | ------ | -------------------------------------------- | ---------------------- | ----------------- |
| 70 | Sergej Šeleg         | Bělorusko | O      | Dynamo Minsk                                 | Sudbury Wolves         | OHL               |
| 71 | Maksim Matushkin     | Švédsko   | O      | Mettalurg Novokuznetsk                       | IF Björklöven          | HockeyAllsvenskan |
| 72 | Zrušen               |           |        | Lada Togliatti (z Amur Chabarovsk)           |                        |                   |
| 73 | Kristoffer Berglund  | Švédsko   | O      | Sibir                                        | Luleå HF               | Elitserien        |
| 74 | Alexandr Fedosejev   | Rusko     | Ú      | HK CSKA Moskva (z HC MVD)                    | RHC Krylja Sovětov     | RUS 3             |
| 75 | Artur Ganzvind       | Rusko     | Ú      | Severstal Čerepovec                          | RHC Krylja Sovětov     | RUS 3             |
| 76 | Alexandr Toropjev    | Rusko     | O      | Avangard Omsk                                | Avangard Jr. Omsk      |                   |
| 77 | Kirill Alenikov      | Rusko     | O      | Barys Astana                                 | Metallurg Magnitogorsk |                   |
| 78 | Miro Hovinen         | Finsko    | O      | Dynamo Moskva (z CHK Neftěchimik Nižněkamsk) | Jokerit                | SM-liiga          |
| 79 | Sergej Rjabukin      | Rusko     | Ú      | Lada Togliatti                               | CSK VVS Samara         | RUS-2             |
| 80 | Michal Jordán        | Česko     | O      | SKA Petrohrad (z Traktoru)                   | Plymouth Whalers       | OHL               |
| 81 | Alexandr Frolenkov   | Rusko     | O      | Torpedo Nižnij Novgorod                      | Moskva White Bears     |                   |
| 82 | Andris Džerinš       | Lotyšsko  | SÚ     | Dinamo Riga                                  | Kingston Frontenacs    | OHL               |
| 83 | Victor Hedman        | Švédsko   | O      | HC Spartak Moskva                            | MODO Hockey            | Elitserien        |
| 84 | Pavel Bondarevskij   | Rusko     | Ú      | CHK Neftěchimik Nižněkamsk (z Dinama Moskva) |                        |                   |
| 85 | Oliver Ekman-Larsson | Švédsko   | O      | Metallurg Magnitogorsk                       | Leksands IF            | HockeyAllsvenskan |
| 86 | Simon Bertilsson     | Švédsko   | O      | Metallurg Magnitogorsk (z CSKA Moskva)       | Brynäs IF              | Elitserien        |
| 87 | Toni Rajala          | Finsko    | PK     | Lokomotiv Jaroslavl                          | Ilves Tampere          | SM-liiga          |
| 88 | Dmitrij Švidenko     | Rusko     | O      | Atlant Mytišči                               | HC Spartak Moskva      |                   |
| 89 | Taylor Hall          | Kanada    | LK     | Ak Bars Kazaň                                | Windsor Spitfires      | OHL               |
| 90 | Jegor Martinov       | Rusko     | O      | Salavat Julajev Ufa                          | HC Mechel              | RUS-2             |
| 91 | Kirill Badulin       | Rusko     | O      | Avtomobilist Jekatěrinburg                   | HC Mechel              | RUS-2             |